# Waqf

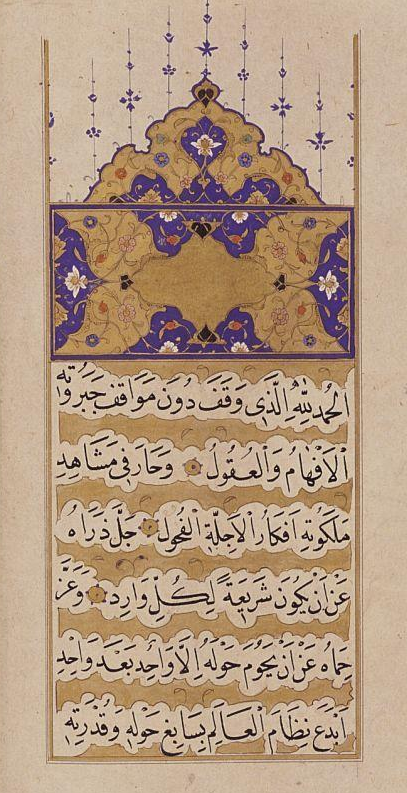
Haseki Hürrem Sultan Vakfiyesi, 1. Textseite der Stiftungsurkunde (waqfiyya) des Takiyyat-Haseki-Hürrem-Sultan-Komplexes in Jerusalem von AH 964 / AD 1556–7

Waqf (arabisch وقف ‚fromme Stiftung‘; Plural Auqaf, أوقاف auqāf, türkisch Vakıf, bulgarisch вакъф Wakaf, serbokroatisch Вакуф Vakuf, albanisch Vakëf oder Vakfi, im Maghreb Habūs) ist ein der Stiftung vergleichbares Institut des islamischen Rechts, im Deutschen auch als fromme Stiftung bezeichnet. Die fromme Stiftung des kanonischen Rechts heißt auf Arabisch eigentlich مؤسسة تقوية mu'assasa taqawīya, doch wird staatlicher- wie kirchlicherseits auch Waqf verwendet.

## Rechtliche Grundlagen
Fromme Stiftungen werden unterschieden in gemeinnützige Stiftungen und Familienstiftungen, die mindestens einen gemeinnützigen Endzweck nach Aussterben der Begünstigten haben müssen. Der Stifter errichtet den Waqf dadurch, dass er einen vom Islam anerkannten Zweck bestimmt, erklärt, den Waqf für alle Zeiten gründen zu wollen, ihn bei einem Qādī registrieren lässt und das Stiftungsgut einem Verwalter übergibt, der er auch selbst sein kann. Als Eigentümer des Stiftungsgutes wird Gott gedacht, für dessen Geschöpfe es verwaltet wird, es ist daher unveräußerliches Gut der toten Hand.
Stiftungszweck können Moscheen, Madrasa-Schulen, Sufi-Konvente (Tekken), Krankenhäuser oder Einrichtungen zur Armenspeisung sein, aber auch Mühlen, Wasserräder, Bewässerungskanäle und öffentliche Brunnen sowie der Unterhalt der Armen an den heiligen Stätten von Mekka und Medina. Zur Gründung des Waqf wird eine spezielle Urkunde hergestellt, die als Waqfīya bezeichnet wird. Sie wurde in vormoderner Zeit von einem Qādī registriert, der auch die Einhaltung der Stiftungsbedingungen überwachte.

## Geschichte
Ein frühes Beispiel für Auqāf sind die Stiftungen, die Mardschān, die Favoritin des umaiyadischen Kalifen ʿAbd ar-Rahmān III. im frühen 10. Jahrhundert in Córdoba errichtete. Auch für das tulunidische Ägypten des späten neunten Jahrhunderts sind religiöse Stiftungen nachweisbar. Auqāf spielten dann besonders vom 11. bis 19. Jahrhundert unter den Seldschuken und im Osmanischen Reich eine bedeutende Rolle. Das Stiftungsgut wurde von Privatleuten gestiftet, um wohltätigen Einrichtungen zu dienen oder solche zu finanzieren. Davon zu unterscheiden sind Stiftungen des Sultans, bei denen bestimmte Steuern statt in die allgemeine Kasse zu gehen zweckgebunden waren: zum Unterhalt einer Moschee, zur Finanzierung der Pilgerfahrt usw. Eine besondere Waqf-Form waren die Stiftungen zugunsten der Armen von Mekka und Medina. Derartige Stiftungen gab es während osmanischer Zeit in Ägypten, Anatolien und Rumelien sowie zwischen 1850 und 1940 in Sansibar. Der Transfer der Stiftungserträge erfolgte entweder mit der Pilgerkarawane oder, wie im Fall Sansibars, über Gelehrtennetzwerke.
Nach der Zurückdrängung der osmanischen Herrschaft auf dem Balkan blieben die Vakufs als Rechtsform erhalten. Dies gilt auch für Bosnien in der Zeit nach der österreichischen Okkupation. Desgleichen existierten Vakufs bis zum Zweiten Weltkrieg in Jugoslawien und Albanien. Erst die Kommunisten enteigneten und zerschlugen die Stiftungen nach 1945. Das Institut der Familienstiftung wurde im 20. Jahrhundert in vielen islamischen Staaten abgeschafft oder die Familienstiftungen staatlicher Kontrolle unterstellt.
In Ägypten wurde 1952 ein eigenes Ministerium für religiöse Stiftungen geschaffen. Andere arabische Staaten folgten diesem Beispiel. Die Waqf-Behörde Jerusalem verwaltet die islamischen Bauten auf dem Tempelberg in Jerusalem und die Gräber der Patriarchen in Hebron. Die Behörde ist heute dem Ministerium für Waqf und religiöse Angelegenheiten in Ramallah untergeordnet.

## Abgeleitete Namen
- Donji Vakuf, Kleinstadt in Zentralbosnien
- Gornji Vakuf, Kleinstadt in Zentralbosnien
- Vakıfbank, größte türkische Bank

## Ähnliche Gesellschaftsformen
Einige Gesellschaftsformen haben ähnliche Ansätze wie eine religiöse Stiftung, nämlich bestimmte Werte in einem Unternehmen dauerhaft zu halten.
In Deutschland gibt es einen Gesetzesentwurf für „Gesellschaften mit gebundenem Vermögen“
Die Form von Stiftungen zur Führung eines Geschäfts wurde auch durch zum Beispiel Bosch, Globus oder Zeiss genutzt. Auch Alnatura plant einen Übergang in die Form einer Stiftung.
Andere weniger wertegebundene Unternehmensformen wie die Genossenschaft können ähnlich Ansätze haben.

## Belege
1. ↑  CCEO auf Arabisch, can. 1047 ff.
2. ↑  Beispiel: Katholisches Personalstatut im Libanon (1949), Art. 255 ff.
3. ↑  Beispiel in RRDec. 103.2011(2018) S. 209 ff.
4. ↑  Vgl. Sanjuán: Till God Inherits the Earth. 2007, S. 95.
5. ↑  Johanna Pink: Geschichte Ägyptens. Von der Spätantike bis zur Gegenwart. C.H. Beck, München 2014, ISBN 978-3-406-66713-8, S. 88.
6. ↑  Vgl. Suraiya Faroqhi: Herrscher über Mekka. Die Geschichte der Pilgerfahrt. Artemis, München-Zürich, 1990. S. 111–117.
7. ↑  Vgl. Anne K. Bang: Islamic Sufi Networks in the Wester Indian Ocean (c. 1880–1940). Ripples of Reform. Brill, Leiden-Boston, 2014. S. 164–175.
8. ↑  Gesellschaft mit geb. Vermögen [Internet]. Rechtsform für eine GmbH mit gebundenem Vermögen. [zitiert 9. Mai 2022]. Verfügbar unter: https://www.gesellschaft-mit-gebundenem-vermoegen.de/
9. ↑  Bosch-Gruppe weltweit [Internet]. Bosch in Deutschland. [zitiert 10. Mai 2022]. Verfügbar unter: https://www.bosch.de/unser-unternehmen/bosch-gruppe-weltweit/
10. ↑  Globus ☀ Unternehmensprofil ⇒ Informationen [Internet]. [zitiert 10. Mai 2022]. Verfügbar unter: https://www.globus.de/unternehmen/profil.php
11. ↑  ZEISS Gruppe [Internet]. [zitiert 9. Mai 2022]. Verfügbar unter: https://www.zeiss.de/corporate/ueber-zeiss.html